# Karakeçili (Kırıkkale)
Karakeçili ist Hauptort des gleichnamigen Landkreises (İlçe) der Provinz (İl) Kırıkkale. 

## Stadt
Von der Provinzhauptstadt liegt der Ort in westsüdwestlicher Richtung etwa 35 km (Luftlinie) entfernt. Karakeçili liegt an der Straße von Ankara über Gölbaşı nach Kırşehir (D 260) und der D 753. Der Name Karakeçili, eigentlich ein Adjektiv mit der Bedeutung mit (oder: von) der schwarzen Ziege leitet sich von den Karakeçili ab, einem türkischen Nomadenstamm, in dessen traditionellem Siedlungsgebiet der Ort liegt. Die Karakeçili waren im 13. Jahrhundert zur Zeit des mongolischen Reiches von Chorassan nach Anatolien gekommen und hatten sich am Mittellauf des Kızılırmak niedergelassen. Angehörige des Stammes, die weiter nach Westen zogen, wurden zu den Gründern des osmanischen Reiches.
Karakeçili wurde 1957 zur Gemeinde (Belediye) erhoben. Zu dieser Zeit gehörte der Ort zum Landkreis Bala in der Provinz Ankara.

## Landkreis
Der kleinste Landkreis der Provinz ist von den zur Provinz Kırıkkale gehörenden Landkreisen Bahşılı im Norden, Keskin im Osten und Çelebi im Südosten umgeben. Im Westen bildet der Kreis Bala der Provinz Ankara die einzige Provinzgrenze.
Nach der Gründung der Provinz Kırıkkale (1989) durch Ausgliederung aus der Provinz Ankara wurde 1990 das İlçe Karakeçili gegründet und der neugebildeten Provinz Kırıkkale angeschlossen (Gesetz Nr. 3644). Hierbei wurden drei Dörfer und die verwaltende Belediye aus dem Bucak Karakeçili ausgegliedert und zum neuen Kreis zusammengefasst. Zur ersten Volkszählung nach der Gebietsreform (im Oktober 1990) hatte der Kreis eine Bevölkerung von 8.699 Einwohnern, davon 6.576 in der Kreisstadt.
Ende 2020 besteht dieser Kreis nur auch aus der Kreisstadt und zwei Dörfern: Akkoşan (176) und Sulubük (111 Einwohner).
An historischen Bauwerken ist die seldschukische Brücke Çeşnigir Köprüsü über den Kızılırmak bei dem ehem. Dorf Köprüköy zu erwähnen, die parallel zur modernen Straßenbrücke (D-260) über den Kızılırmak führt. Daneben liegt der vom 3. Jahrtausend v. Chr. bis in osmanische Zeit bewohnte Siedlungshügel Büklükale.

## Bevölkerung

### Ergebnisse der Bevölkerungsfortschreibung
Die nachfolgende Tabelle zeigt den vergleichenden Bevölkerungsstand am Jahresende für die Provinz Kırıkkale, den Landkreis und die Stadt Karakeçili sowie deren jeweiligen Anteil an der übergeordneten Verwaltungsebene. Die Zahlen basieren auf dem 2007 eingeführten adressbasierten Einwohnerregister (ADNKS). Die letzten beiden Wertzeilen entstammen Volkszählungsergebnissen.

| Jahr | Provinz | Landkreis | Landkreis | Stadt | Stadt |
| Jahr | abs.    | %         | abs.      | %     | abs.  |
| ---- | ------- | --------- | --------- | ----- | ----- |
| 2020 | 271.424 | 1,21      | 3.277     | 91,24 | 2.990 |
| 2019 | 275.618 | 1,22      | 3.369     | 91,18 | 3.072 |
| 2018 | 286.602 | 1,33      | 3.810     | 87,38 | 3.329 |
| 2017 | 278.749 | 1,14      | 3.184     | 93,03 | 2.962 |
| 2016 | 277.984 | 1,19      | 3.297     | 92,66 | 3.055 |
| 2015 | 270.271 | 1,25      | 3.365     | 92,96 | 3.128 |
| 2014 | 271.092 | 1,50      | 4.077     | 93,62 | 3.817 |
| 2013 | 274.658 | 1,59      | 4.371     | 93,07 | 4.068 |
| 2012 | 274.727 | 1,22      | 3.355     | 92,16 | 3.092 |
| 2011 | 274.992 | 1,23      | 3.375     | 92,30 | 3.115 |
| 2010 | 276.647 | 1,24      | 3.439     | 92,00 | 3.164 |
| 2009 | 280.834 | 1,31      | 3.689     | 92,00 | 3.394 |
| 2008 | 279.325 | 1,40      | 3.920     | 92,14 | 3.612 |
| 2007 | 280.234 | 1,37      | 3.835     | 92,41 | 3.544 |
| 2000 | 383.508 | 2,16      | 8.296     | 94,64 | 7.851 |
| 1997 | 357.544 | 1,79      | 6.384     | 93,14 | 5.946 |